# Gonatium geniculosum
Gonatium geniculosum là một loài nhện trong họ Linyphiidae.
Loài này thuộc chi Gonatium. Gonatium geniculosum được Eugène Simon miêu tả năm 1918.